# Stenostygnellus
Stenostygnellus – rodzaj kosarzy z podrzędu Laniatores i rodziny Stygnidae. Gatunkiem typowym jest Stenostygnellus flavolimbatus.

## Występowanie
Przedstawiciele tego rodzaju występują w Wenezueli.

## Systematyka
Opisano dotąd zaledwie 2 gatunki należące do tego rodzaju:
- Stenostygnellus flavolimbatus Roewer, 1913
- Stenostygnellus macrochelis (Roewer, 1917)